# Schloss Gravenstein

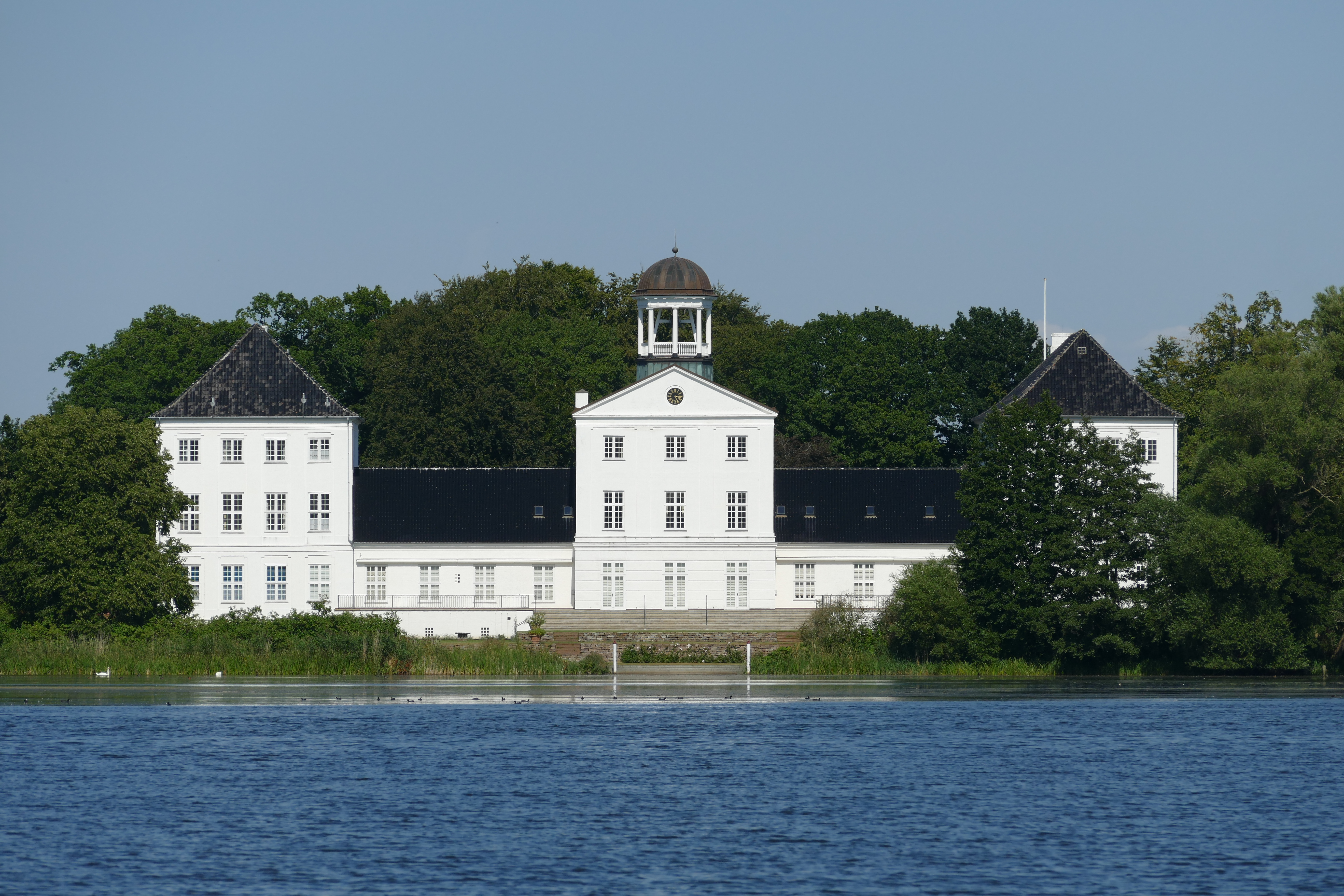
Schloss Gravenstein

Schloss Gravenstein (selten auch Grafenstein; dänisch: Gråsten Slot) ist die Sommerresidenz des dänischen Königshauses. Es liegt in Gråsten (deutsch: Gravenstein) in der Nähe von Sønderborg (deutsch: Sonderburg) und der deutschen Grenze. Der eigentliche und ursprüngliche Name des Schlosses war Grauenstein, der so auch wörtlich ins Dänische übersetzt wurde.

## Das Schloss

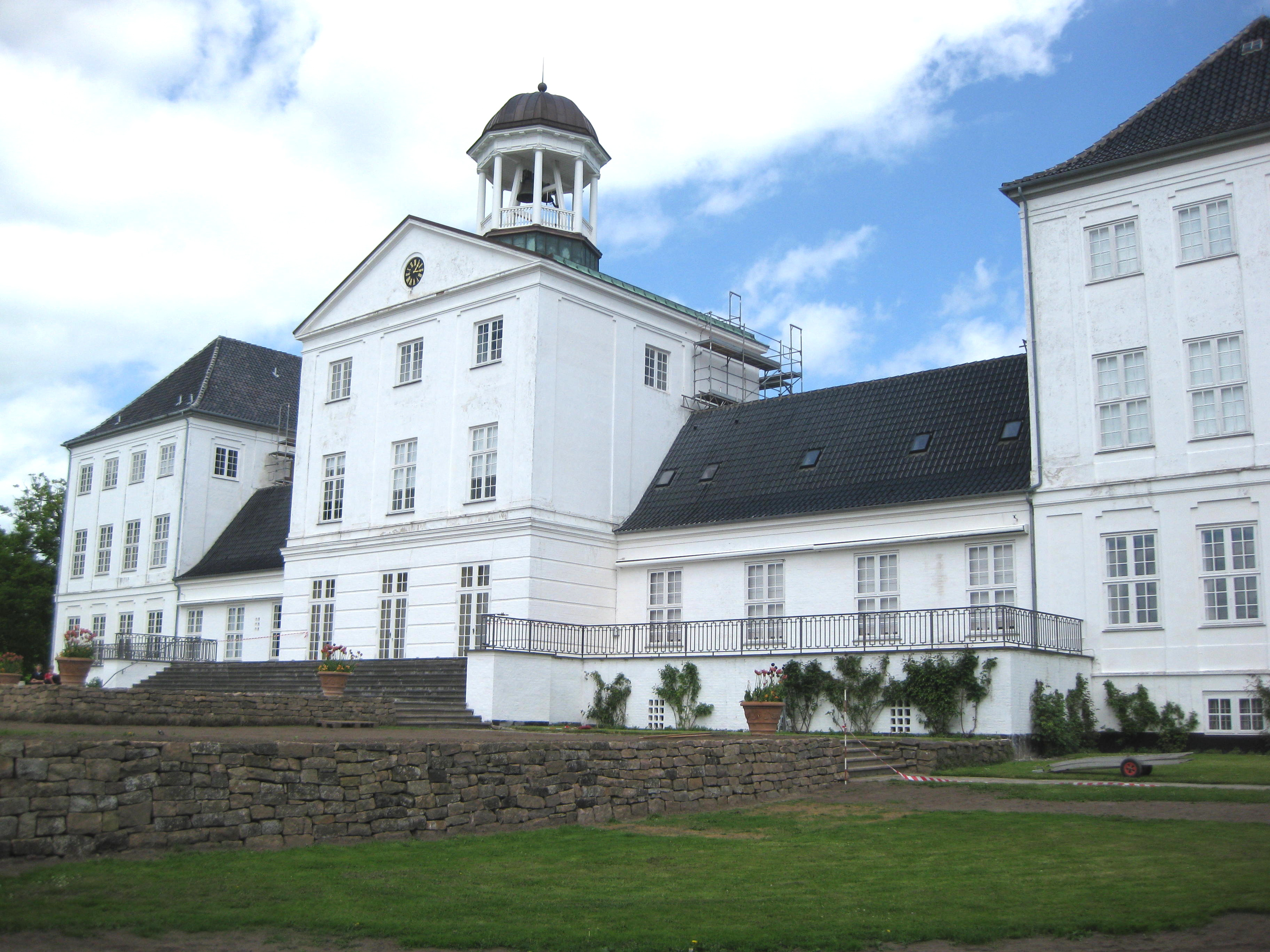
Frontfassade

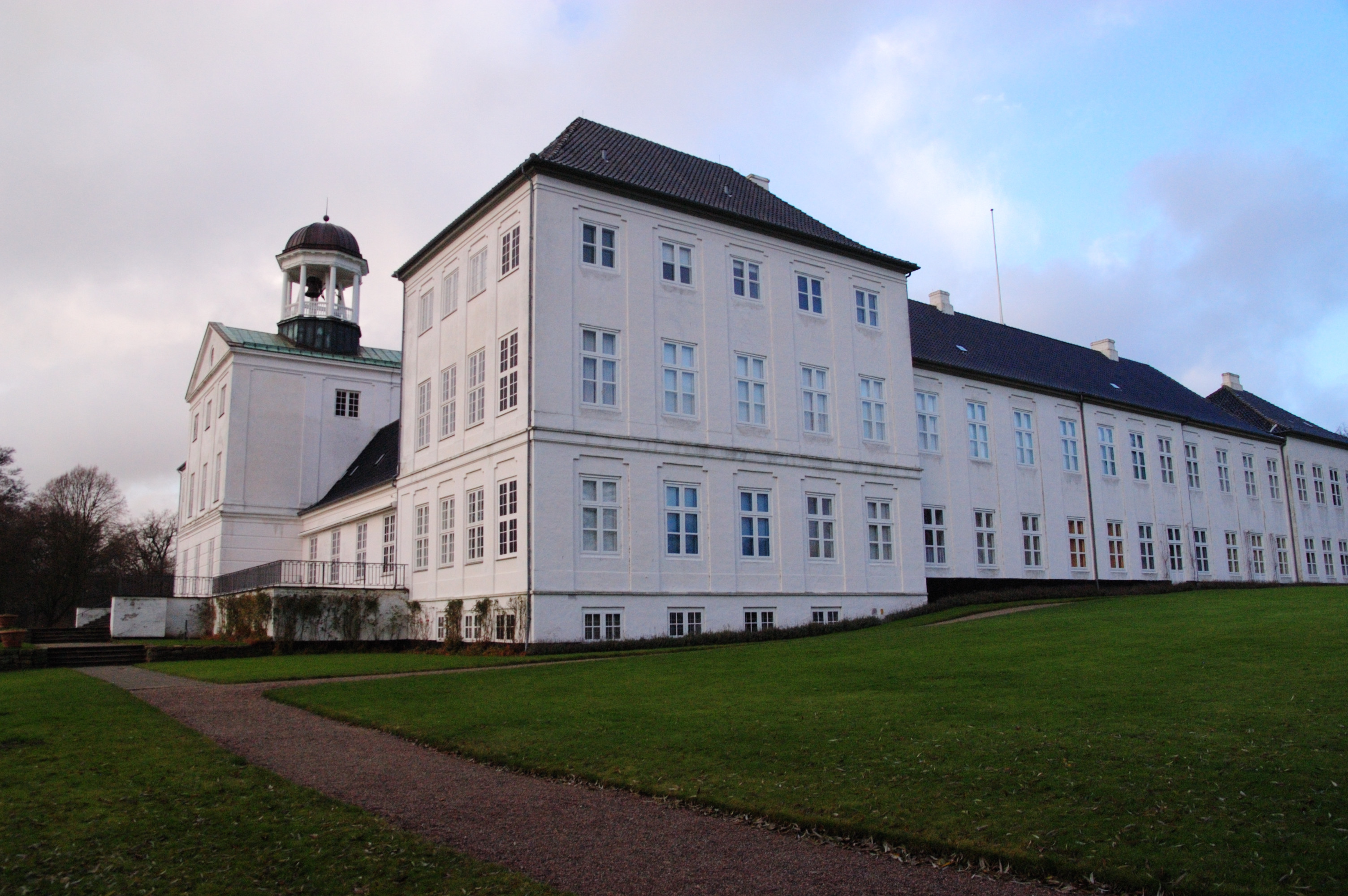
Seitenflügel

### Geschichte und Gegenwart
Das heutige Schloss Gravenstein hatte zwei Vorgängerbauten: Ein Mitte des 16. Jahrhunderts errichtetes Jagdschloss, das 1603 niederbrannte, und ein 1616 erbautes Schloss „to dem graven (grauen) stene“, das sich wohl an der Stelle des heutigen Südflügels befand. Als dieses verfallen war, erbaute Carl von Ahlefeldt, Statthalter der königlichen Landesteile in Schleswig und Holstein, Besitzer des Gutes Seegaard, 1700–1708 das heutige Schloss Gravenstein im barocken Stil. 1725 kaufte ihm Herzog Christian August I. von Schleswig-Holstein-Sonderburg-Augustenburg das Schloss ab. Im Jahre 1757 brannten große Teile der Anlage ab. Im Jahre 1758 erfolgte der Wiederaufbau des Schlosses, bei dem die Fassaden schlichter als zuvor gestaltet wurden. 
1852 wurde Herzog Christian August II. wegen seiner prodeutschen Haltung im schleswig-holsteinischen Krieg verbannt und übertrug 1852 seine Besitzungen, darunter Schloss Gravenstein, an den dänischen Staat. 1863 ließ sich sein ältester Sohn Friedrich als Herzog von Schleswig-Holstein ausrufen. Seinem jüngeren Bruder Christian wurde nach dem Deutsch-Dänischen Krieg 1864 von Bismarck untersagt, seine Flitterwochen mit seiner englischen Frau Helena von Großbritannien und Irland dort zu verbringen. Nachdem Schleswig-Holstein 1867 preußische Provinz geworden war, erhielt Friedrich das Schloss zurück. Nach der Abtretung Nordschleswigs an Dänemark 1920 fiel das Schloss wieder an den dänischen Staat, der es 1935 der Königsfamilie zur Nutzung überließ.
Das weiß getünchte Gebäude besteht aus drei Flügeln, die einen Ehrenhof umschließen. Als sehenswert gelten unter anderem die erhaltene barocke Schlosskirche (dän. Gråsten Slotskirke) von 1699 und der im Jahre 1700 angelegte Schlosspark. Die Kapelle und der Park des Schlosses können von April bis Oktober besichtigt werden, sofern die königliche Familie abwesend ist. Margrethe II. und Familie halten sich üblicherweise zwischen Mitte Juni und Anfang August auf Schloss Gravenstein auf. Traditionell reist das Königshaus mit der Yacht Dannebrog an, welche während der Ferienwochen vor dem Sonderburger Schloss festgemacht ist.

### Schlosskirche
Die Schlosskirche des Gravensteiner Schlosses ist eines der wenigen Bauteile, die das verheerende Feuer im Jahr 1757 überstanden. Sie ist in den Nordflügel des Schlosses eingebettet und von außen nicht zu erkennen. Die Kirche stammt aus den Umbauten des ursprünglichen Schlosses aus dem 18. Jahrhundert und fungiert seit 1851 als Gemeindekirche.
Der Kirchenraum ist unter anderem ausgestattet mit einem großen barocken Altarbild, das die Stirnwand von dem Boden bis zur Decke ausfüllt. Das Altarbild ist ausgeschmückt mit Skulpturen und Gemälden, eingerahmt von Säulen aus rot-weißem Marmor. Die Stuckdecke ist ausgeschmückt mit Engeln und Putten vor einem hellblauen Hintergrund, der den Himmel darstellt. Die Schlosskirche ist reich mit Gemälden geschmückt, wobei 75 der ursprünglich 80 Gemälde erhalten geblieben sind.

### Schlosspark
Der Schlosspark ist heute im Stil eines englischen Gartens angelegt. Königin Ingrid hatte mit ihrem großen Interesse an Blumen und Gärten einen großen Einfluss auf das heutige Aussehen der Gartenanlagen. Im Park gibt es einen Swimmingpool und einen Tennisplatz. Die ganze Anlage liegt an einem See. Zum 80. Geburtstag Königin Margrethe II. wurde der Park durch einen Küchengarten – als Geschenk dänischer Unternehmer – erweitert.

### Wachwechsel

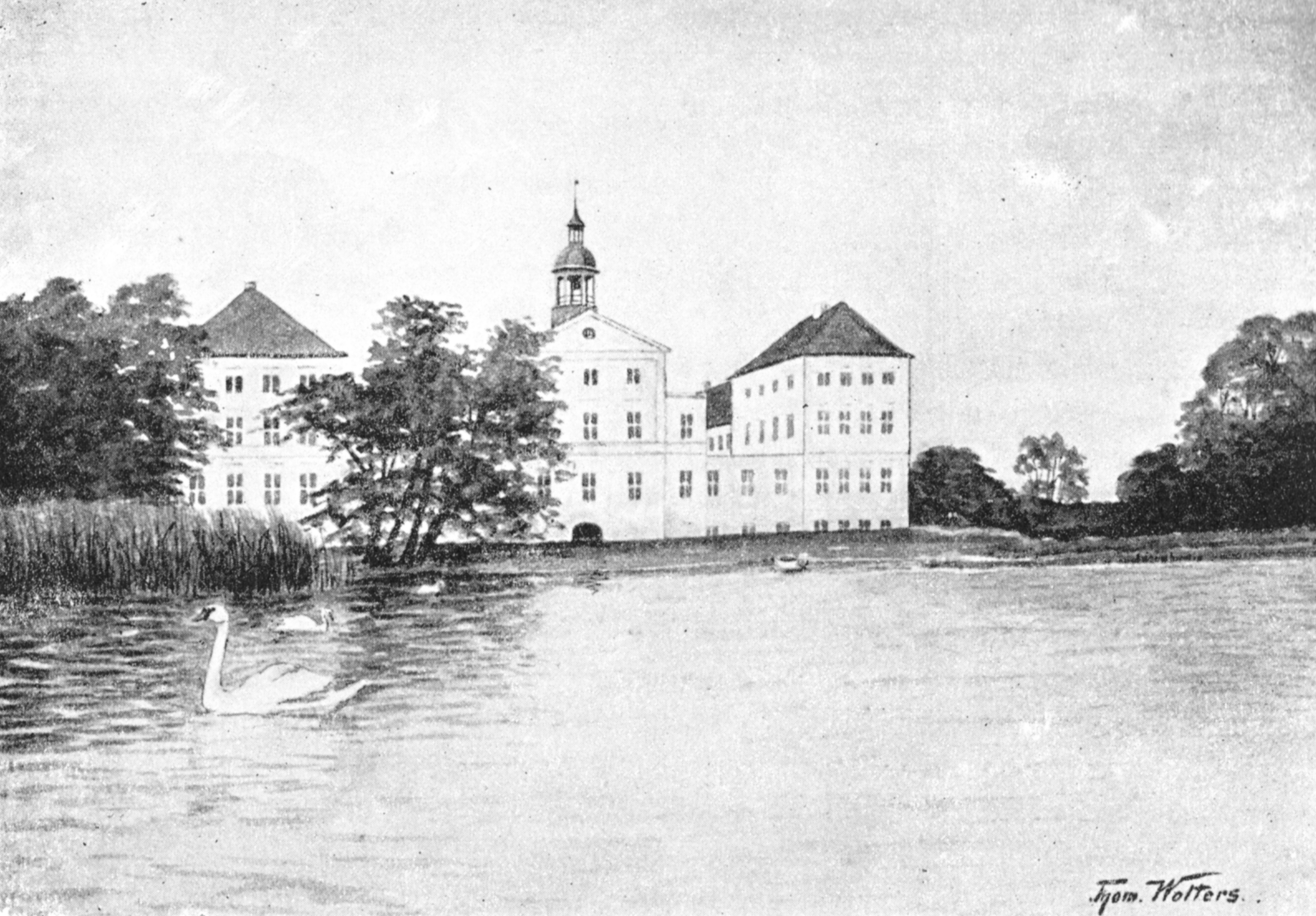
Schloss Gravenstein um 1890

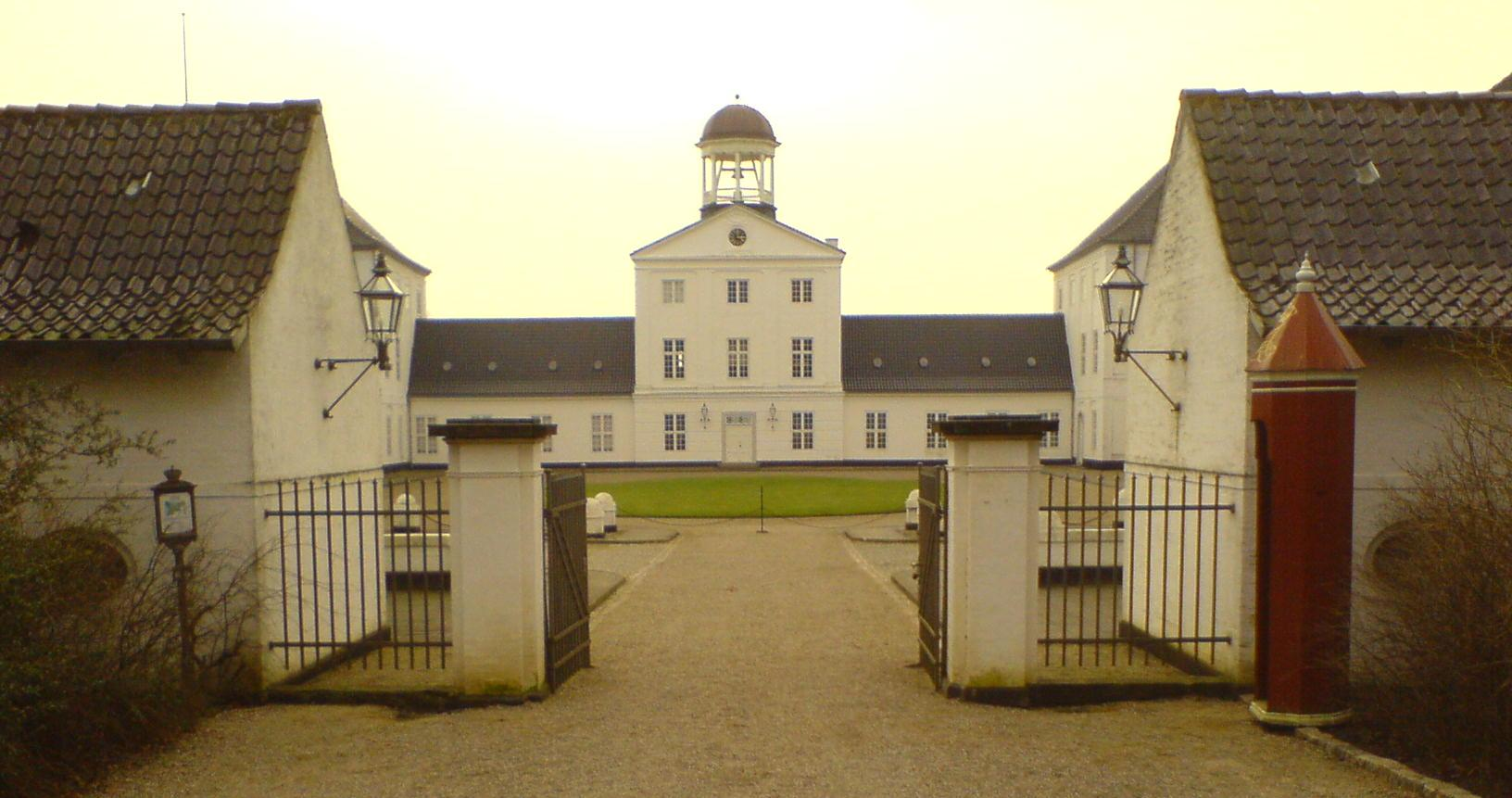
Blick von den Torbauten zum mittleren Pavillon

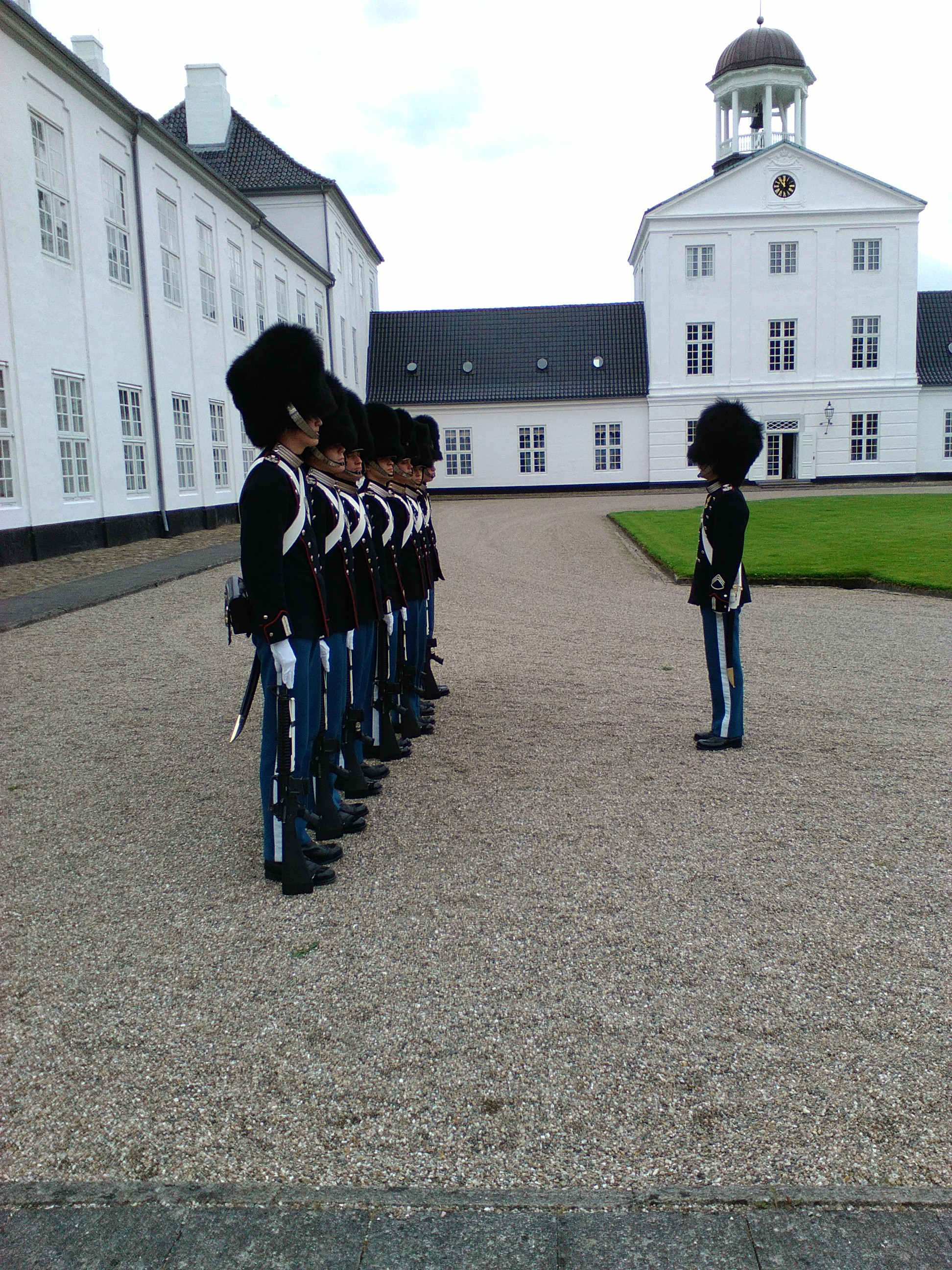
Wachwechsel der königlichen Leibgarde

Paraden und Wachablösungen finden während der Aufenthalte der königlichen Familie statt. Die Wache marschiert vom Palais am Ahlefeldvej 4, wo sich die Leibgardisten um ca. 11.30 Uhr versammeln, durch Gråsten zum Schloss, wo die Wachablösung um 12 Uhr stattfindet. Während der Anwesenheit von Königin Margrethe II. kann man freitags im Rahmen der Wachablösung ein Konzert im Schlosshof verfolgen.

### Besitzerliste
Besitzerliste von Schloss Gravenstein:
- bis 1559 Gregers von Ahlefeldt
- 1559–1580 Hans von Ahlefeldt
- 1580–1620 Gregers von Ahlefeldt
- 1620–1648 Hans von Ahlefeldt
- 1648–1662 Herzog Philipp von Schleswig-Holstein-Sonderburg-Glücksburg
- 1662–1686 Friedrich von Ahlefeldt d. Ä.
- 1686–1708 Friedrich von Ahlefeldt d. J.
- 1708–1725 Carl von Ahlefeldt
- 1725–1754 Herzog Christian August I. von Schleswig-Holstein-Sonderburg-Augustenburg
- 1754–1794 Herzog Frederik Christian I.
- 1794–1814 Herzog Frederik Christian II.
- 1814–1852 Herzog Christian August II.
- 1852–1862 der dänische Staat
- 1862–1864 Graf Adam Gotlob Moltke Huitfeldt
- 1864–1865 Prinz Christian von Augustenburg
- 1865–1880 Prinz Friedrich VIII. von Schleswig-Holstein
- 1880–1921 Herzog Ernst Günther
- seit 1921 dänischer Staatsbesitz
- 1935–2000 König Frederik IX. und Königin Ingrid (nur Gebrauchsrecht)
- seit 2000 Königin Margrethe II. (nur Gebrauchsrecht)

### Sonstiges
Hans Christian Andersen vollendete im Jahre 1845 während eines neuntägigen Aufenthalts auf dem Schloss sein Märchen Das kleine Mädchen mit den Schwefelhölzern (dänisch Den lille Pige med Svovlstikkerne).